# Ant Banks
Anthony Banks, conhecimento simplesmente como Ant Banks, é um produtor de hip hop e rapper de Oakland, Califórnia.

## Biografia
Como uma criança ele entrou em uma banda na escola e lá aprendeu a tocar uma variedade de instrumentos no caminho. Na escola ele só aprendeu clássica, mas em casa ele aprendeu sozinho a tocar funk como Parliament, Funkadelic e The Gap Band no seu teclado Cassio. Interessado em música, ele criava batidas e gravava suas próprias versões por diversão.
Mais tarde Banks viria a gravar fitas com seu amigo, o rapper de Oakland MC Ant, e vendê-las no seu colégio no porta-malas dos seus carros. Com as letras tratadas por MC Ant e a produção por Ant Banks, a agitação pelas fitas eventualmente chegou as ruas, resultando em popularidade através da cidade.
Em 1987, Banks gravou o álbum de estreia de MC Ant chamado The Great, que foi lançado mais tarde em 1989 através da Raw Dog Records. Em 1989, ele o gravou o álbum de estreia Let It Be Known do rapper da Área da Baía Spice 1, que foi lançado mais tarde em 1991 através da Triad Records. Junto com os lançamentos de Pooh-Man e Dangerous Dame, Banks conseguiu vender em uma margem de 100.000 a 300.000 unidades com os quatro álbuns, sem uma gravadora ou promoção. Isso o transformou em uma figura proeminente na cena do hip-hop da Baía de São Francisco no começo dos anos '90.
Ele já produziu canções para Too Short E-40, Spice 1, Snoop Dogg e 3X Krazy só para citar alguns. Em 1993, ele entrou em uma rixa com o rapper Pooh-Man.
Em 1996, ele apareceu na coletânea da Red Hot Organization, America Is Dying Slowly, junto com Biz Markie, Wu-Tang Clan, Fat Joe, junto com outros artistas proeminentes de hip hop. O CD, feito com o intuito de aumentar a sensibilização da epidemia de AIDS entre homens Afro Americanos, foi elogiado como "uma obra-prima" pela revista The Source.
Em 1999, fundou o grupo T.W.D.Y. (acrônimo para "The Whole Damn Yay"). O próprio Banks, Rappin' 4-Tay e Capitain Save'm foram os membros originais. Seu álbum de estreia Derty Werk foi lançado em 1999 e continha o single "Players Holiday", apresentando Too Short, Mac Mall e Otis & Shug. O single recebeu muito airplay. Banks também terminou sua rixa com Pooh-Man quando os dois apareceram juntos na faixa, "Ride Wit Me", de 2000. Em 2000, T.W.D.Y. lançou seu segundo e último álbum Lead the Way; Ant Banks e Capitain Save'm permaneceram enquanto Dolla Will substituiu Rappin 4-Tay. 
Ele também é conhecido como "The Big Badaass" e lançou um álbum com o mesmo nome em 1994. Seu talento para produzir linhas de baixo de funk é bem conhecido e conquistou sucesso de crossover no gênero techno. O livreto do álbum Homework de Daft Punk dá uma notação de apreciação para Banks pela inspiração.

## Discografia

### Álbuns de estúdio
- 1993: Sittin' on Somethin' Phat
- 1994: The Big Badass
- 1995: Do or Die

### Coletâneas
- 1997: Big Thangs
- 1998: The Best of Ant Banks

### Colaborações
- 1995: Don't Try This at Home (com The Dangerous Crew)
- 1999: Derty Werk (com T.W.D.Y.)
- 2000: Lead the Way (com T.W.D.Y.)

## Discografia de produção
1989
- MC Ant - The Great

1990
- Pooh-Man - Teardrops (EP)
- Pooh-Man - Life of a Criminal

1991
- Spice 1 - Let It Be Known (EP)
- Vários Artistas - Juice

1992
- Dangerous Dame - Same Ole Dame
- Pooh-Man - Funky As I Wanna Be
- Spice 1 - Spice 1
- Too Short - Shorty the Pimp

1993
- Dru Down - Fools From the Streets
- Spice 1 - 187 He Wrote
- Too Short - Get in Where You Fit In
- Vários Artistas - Menace II Society

1994
- Dru Down - Explicit Game
- Goldy - In The Land Of Funk
- Rappin' 4-Tay - Don't Fight the Feelin'
- Spice 1 - AmeriKKKa's Nightmare
- Vários Artistas - B-Ball's Best Kept Secret

1995
- Gangsta P - Meet The Lil Gangsta
- Rappin' Ron & Ant Diddley Dog - Bad N-Fluenz
- South Central Cartel - S.C.C. Presents Murder Squad Nationwide
- Spice 1 - 1990-Sick
- Too Short - Cocktails

1996
- C.R.I.S.I.S. - Crazy Real Insane Soldiers In Sacramento
- E-40 - Tha Hall of Game
- Mac Mall - Untouchable
- Mr. ILL - Rebirth
- Too Short - Gettin' It
- Vários Artistas - America Is Dying Slowly

1997
- 187 Fac - Fac Not Fiction
- 3X Krazy - Stackin' Chips
- Mack 10 - Based on a True Story
- MC Breed - Flatline
- Rappin' 4-Tay - 4 Tha Hard Way
- Spice 1 - The Black Bossalini (a.k.a. Dr. Bomb from Da Bay)
- Vários Artistas - In tha Beginning…There Was Rap

1998
- Bad Azz - Word on Tha Street
- E-40 - The Element of Surprise
- Eightball - Lost
- MC Ren - Ruthless for Life
- Mean Green - Major Players Compilation
- Rappin' 4-Tay - Bigga Than Da Game
- WC - The Shadiest One
- Vários Artistas - Straight Outta Compton: N.W.A 10th Anniversary Tribute
- Vários Artistas - Woo

1999
- B-Legit - Hempin' Ain't Easy
- CJ Mac - Platinum Game
- E-40 - Charlie Hustle: The Blueprint of a Self-Made Millionaire
- MC Eiht - Section 8
- Snoop Dogg - No Limit Top Dogg
- Suge Knight - Represents: Chronic 2000
- Too Short - Can't Stay Away

2000
- Captain Save 'Em - My Cape is in the Cleaners
- Dual Committee - Dual Committee
- Too Short - You Nasty
- Vários Artistas - Romeo Must Die
- Vários Artistas - Too Gangsta for Radio

2001
- The Click - Money & Muscle
- Too Short - Chase the Cat

2002
- Celly Cel - Song'z U Can't Find
- King T - Thy Kingdom Come
- Too Short - What's My Favorite Word?

2003
- Too Short - Married to the Game

2004
- E-40 - The Best of E-40: Yesterday, Today and Tomorrow
- Hussein Fatal - Fatalveli, Volume 2: The Mixtape

2007
- V-White - Perfect Timin'